# Капитал Медицинское Страхование
Капитал Медицинское Страхование, ООО (Капитал МС) (ранее — Росгосстрах-Медицина, ООО [РГС-Медицина]) — страховая медицинская компания, входившая в группу «Росгосстрах» и занимающаяся обязательным медицинским страхованием (ОМС).
Регистрационный номер страховщика — 3676, лицензия на осуществление страхования — ОС № 3676-01
от 27 апреля 2018 года, уставный капитал — 210 млн рублей.

## История компании
Образована в 2002 году, входила в группу компаний «Росгосстрах», которой в то время владел Данил Хачатуров.
В августе 2017 года компания «Росгосстрах» была продана «ФК Открытие», но «Росгосстрах-Жизнь» и «Росгосстрах-Медицина» остались вне рамок этой сделки, причём обе компании сохранили право на использование товарного знака (в частности — «Росгосстрах-Медицина»). Летом 2018 года «Росгосстрах» попытался отсудить товарный знак у компании, но суд отказал ему в иске.
По итогам 2017 года компания занимала первое место по сумме средств, предназначенных для оплаты медицинской помощи — 235,4 млрд рублей или 15,2 % от всех средств в системе ОМС.
1 ноября 2018 года произошёл ребрендинг — компания сменила название на «Капитал Медицинское Страхование» и поменяла логотип.

## Показатели деятельности
Компания занимает первое место в России по объёму средств, перечисляемых для оплаты медицинской помощи (в 2017 году — 224,0 млрд рублей) и второе — по числу застрахованных (в 2017 году — более 22 млн человек). Лидерство по числу застрахованных может быть ею потеряно после слияния компаний Согаз и ВТБ Страхование, которое ожидается до конца 2018 года.